# Verniz UV
O verniz UV é um tipo de impressão ultravioleta que protege a cor do desbotamento e dá mais brilho.